# 이세 와타루
이세 와타루(일본어: 伊勢 渉, 1996년 7월 18일~)는 일본의 축구 선수이다.

## 구단 경력
그는 2019년 일본 풋볼 리그의 혼다 록에 입단했다. 2020년 J3리그의 반라우레 하치노헤로 이적했고, 2년동안 팀에서 뛰었다. 2022년 일본 풋볼 리그의 나라 클럽로 이적했다. 2022년 일본 풋볼 리그 우승으로 J3리그로 승격했다. 2024년까지 65경기에 출전하여, 1득점을 넣었다. 2025년 일본 풋볼 리그의 아틀레티코 스즈카로 이적했다.